# Ichneumon fuscipes
Ichneumon fuscipes är en stekelart som beskrevs av Gmelin 1790. Ichneumon fuscipes ingår i släktet Ichneumon och familjen brokparasitsteklar. Inga underarter finns listade i Catalogue of Life.